# Келли Уэллс (порноактриса)
Келли Уэллс (англ. Kelly Wells), настоящее имя Джессика Ли Уолл (англ. Jessica Lee Wall); 10 мая 1984, Лас Вегас, Невада, США — американская порноактриса и модель.

## Биография
Начала свою карьеру в киноиндустрии для взрослых в 2004 году, в возрасте 20 лет
.
По данным на декабрь 2021 года, Келли Уэллс снялась в 699 порнофильмах.

## Премии и номинации
- 2006: AVN Award номинация — Новая лучшая старлетка
- 2006: XRCO Award номинация — Супершлюха[3]
- 2006: XRCO Award номинация — Orgasmic Analist
- 2006 FAME Award финалист — Самая грязная девушка в порно[4]
- 2007: AVN Award номинация — Лучшая сцена триолизма[5]
- 2007: AVN Award номинация — Лучшая сцена анального секса — видео
- 2007: XRCO Award номинация — Orgasmic Analist
- 2008: AVN Award номинация — Лучшая групповая сцена — видео[6]
- 2008: AVN Award номинация — Лучшая сцена анального секса — видео
- 2009: AVN Award номинация — Недооценённая старлетка года
- 2009: AVN Award номинация — Лучшая лесбийская сцена секса[7]